# 丹羽氏賢
丹羽 氏賢（にわ うじまさ）は、江戸時代後期の大名。播磨国三草藩5代藩主。氏次系丹羽家11代。

## 略歴
文化8年（1811年）11月25日、第4代藩主丹羽氏昭の長男として生まれる。文政10年（1827年）9月2日、父の死去により跡を継ぐ。12月1日、将軍徳川家斉に拝謁する。12月28日、従五位下長門守に叙任する。
文政12年（1829年）4月、日光祭礼奉行を命じられる。嘉永6年12月8日（1854年）に婿養子の氏中に家督を譲って隠居し、翌嘉永7年（1854年）9月28日に死去した。享年44。墓所は東京都港区西麻布の長谷寺。

## 系譜
- 父：丹羽氏昭（1783-1827）
- 母：致（？-1853）- 松平忠済の娘
- 正室：本多忠顕の娘（？-1872）
  - 女子：朔（1833-？）- 丹羽氏中正室
  - 長男：勘助（1837-1838）
- 側室：波
  - 二男：鶴松丸（1854-1855）
- 養子
  - 男子：丹羽氏中（1836-1884） - 丹羽氏謙（丹羽氏昭の二男）の三男